# Matías Corvino
Matías Corvino (en latín, Matthias Corvinus; en húngaro, Hunyadi Mátyás; en croata, Matija Korvin; en rumano, Matei Corvin; en eslovaco, Matej Korvín; en checo, Matyáš Korvín; Kolozsvár, 23 de febrero de 1443-Viena, 6 de abril de 1490), nacido Matías Hunyadi y también denominado Matías I, fue rey de Hungría y Croacia desde 1458 hasta su muerte. Después de realizar varias campañas militares, fue elegido rey de Bohemia en 1469 y adoptó el título de duque de Austria en 1487.
Su padre fue Juan Hunyadi, regente de Hungría hasta su fallecimiento en 1456. En 1457, el rey Ladislao V «el Póstumo» ordenó el encarcelamiento de Matías y su hermano mayor, Ladislao Hunyadi; este último fue decapitado ese mismo año, lo que provocó una rebelión que obligó al rey Ladislao V a huir del país con Matías como rehén. Después de la muerte repentina de Ladislao V, el tío de Matías, Miguel Szilágyi, persuadió a los estamentos para que unánimemente proclamasen rey a Matías el 24 de enero de 1458.  Matías regresó a Hungría y su gobierno comenzó bajo la tutela de su tío, pero tomó el control efectivo dos semanas después.
En su reinado, libró guerras contra los mercenarios checos que dominaban la Alta Hungría (hoy repartida entre Eslovaquia y el norte de Hungría) y contra Federico III, emperador del Sacro Imperio Romano Germánico, que reclamó el territorio húngaro. En este período, el Imperio otomano conquistó Serbia y Bosnia y acabó con la zona de Estados tapón a lo largo de las fronteras meridionales del Reino de Hungría. Matías firmó un tratado de paz con Federico III en 1463 y reconoció el derecho del emperador a usar el título de rey de Hungría. El emperador devolvió la corona de san Esteban y Matías fue coronado con ella el 29 de marzo de 1464. En este año, invadió los territorios que habían sido ocupados recientemente por los otomanos y se apoderó de fortalezas bosnias. Pronto se dio cuenta de que no podía esperar ayuda de las potencias cristianas y renunció a su política antiotomana.
Introdujo nuevos impuestos y percibió tributos extraordinarios regularmente. Estas medidas causaron una rebelión en Transilvania en 1467, pero los insurrectos fueron sometidos. Al año siguiente, declaró la guerra a Jorge de Podiebrad, el rey husita de Bohemia, y conquistó Moravia, Silesia y Lusacia, aunque no pudo ocupar Bohemia por completo. Los estamentos católicos le proclamaron rey de Bohemia el 3 de mayo de 1469, pero los señores husitas se resistieron, incluso después de la muerte de Jorge en 1471. En lugar de ello, eligieron a Vladislao Jagellón, hijo mayor de Casimiro IV de Polonia. Un grupo de prelados y señores húngaros ofreció el trono al hermano menor de Vladislao, Casimiro, pero Matías suprimió la rebelión. Después de derrotar a las tropas unidas de Casimiro IV y Vladislao cerca de Breslavia (Wrocław, Polonia) en Silesia a finales de 1474, Matías se dirigió contra los otomanos, que habían devastado las regiones orientales de Hungría. Envió refuerzos a Esteban III, príncipe de Moldavia, lo que le permitió repeler una serie de invasiones otomanas a finales de la década de 1470. En 1476, Matías asedió y tomó Šabac, un importante fuerte fronterizo otomano. Firmó un tratado de paz con Vladislao Jagellón en 1478 y fijó la división de las Tierras de la Corona de Bohemia entre ellos. Entre 1482 y 1487, emprendió una guerra contra el emperador Federico III y ocupó la Baja Austria.
Entre los logros de su reinado estuvieron la creación de un ejército profesional (el Ejército Negro de Hungría), reformas a la administración de justicia, reducción del poder de los barones y promoción de las carreras de individuos talentosos y seleccionados por sus habilidades en lugar de su estatus social. Matías patrocinó el arte y la ciencia: su biblioteca real, la Bibliotheca Corvinniana, fue una de las colecciones más grandes de libros en Europa. Con su mecenazgo, Hungría se convirtió en el primer país en adoptar el Renacimiento italiano. En los cuentos populares húngaros es considerado un héroe —conocido en ellos como «Matías el Justo», el monarca que paseaba disfrazado entre sus súbditos—.

## Primeros años

### Origen del nombre «Corvino»
La procedencia del nombre «Corvino» esta íntimamente relacionada con el debate sobre la genealogía del padre de Matías, Juan Hunyadi. Según la información disponible, una carta real sobre una concesión aprobada el 18 de octubre de 1409 contiene la primera referencia a Juan. En el documento, el rey Segismundo entregó el castillo de Hunyad (en la actual Hunedoara, Rumania) y las tierras dentro de su jurisdicción al padre de Juan —Vajk— y cuatro de sus parientes, incluido el propio Juan. De acuerdo al documento, el padre de Juan servía en la residencia real como un «caballero de la corte», lo que sugiere que era descendiente de una familia noble. Dos cronistas del siglo XV —Johannes de Thurocz y Antonio Bonfini— escribieron que Voyk se había trasladado de Valaquia a Hungría a instancias de Segismundo. László Makkai, Malcolm Hebron, Pál Engel y otros estudiosos respaldan el informe de los dos cronistas sobre el origen valaco del padre de Juan Hunyadi. A diferencia de ellos, Ioan-Aurel Pop asevera que Vajk era nativo de las tierras del señorío del castillo de Hunyad.

Escudo de armas personal de Juan Hunyadi. El cuervo en el blasón posiblemente dio origen al apelativo «Corvino».

Bonfini fue el primer cronista en hacer un breve comentario sobre una historia alternativa de la ascendencia de Juan Hunyadi, aunque después afirmó que solo era un «cuento grosero» fabricado por su oponente Ulrico II, conde de Celje. Según esta anécdota, Juan no era hijo de Vajk, sino de Segismundo. La historia se hizo popular durante el reinado de su hijo Matías, quien incluso erigió una estatua de Segismundo en Buda. El cronista del siglo XVI Gáspár Heltai adaptó y adornó el relato, pero los investigadores modernos —Cartledge y Kubinyi, entre otros— lo consideran un rumor inverosímil. La fama de Hunyadi entre los pueblos de la península balcánica dio lugar a leyendas sobre su parentesco real. La más popular en Hungría dice que Segismundo dio un anillo a la madre de Juan cuando este nació, pero un día un cuervo lo robó en el bosque y solo lo pudo recuperar cuando se cazó al pájaro. Se dice que este incidente inspiró el escudo de armas de los Hunyadi y, más tarde, también apareció en el blasón de Matías, quien adoptó el nombre latino Corvinus (derivado de corvus, «cuervo» en latín).
Otras leyendas surgieron sobre el supuesto origen rumano de la familia. Bonfini también aseguró que Juan «rastreó a sus ancestros hasta la familia romana de los Corvino». Esta historia está relacionada con el escudo de los Hunyadi, que representa un cuervo con un anillo de oro en su pico. Las monedas acuñadas en 1365 por el príncipe Vladislav I de Valaquia lucen un pájaro similar a un cuervo. Basándose en esta similitud, Zsuzsa Teke y algunos otros historiadores no excluyen la posibilidad de que los Hunyadi estuvieran emparentados con los Basarab, la dinastía gobernante de Valaquia. Sin embargo, el historiador Péter E. Kovács argumentó que esa teoría necesita ser corraborada.

### Niñez (1443-1457)

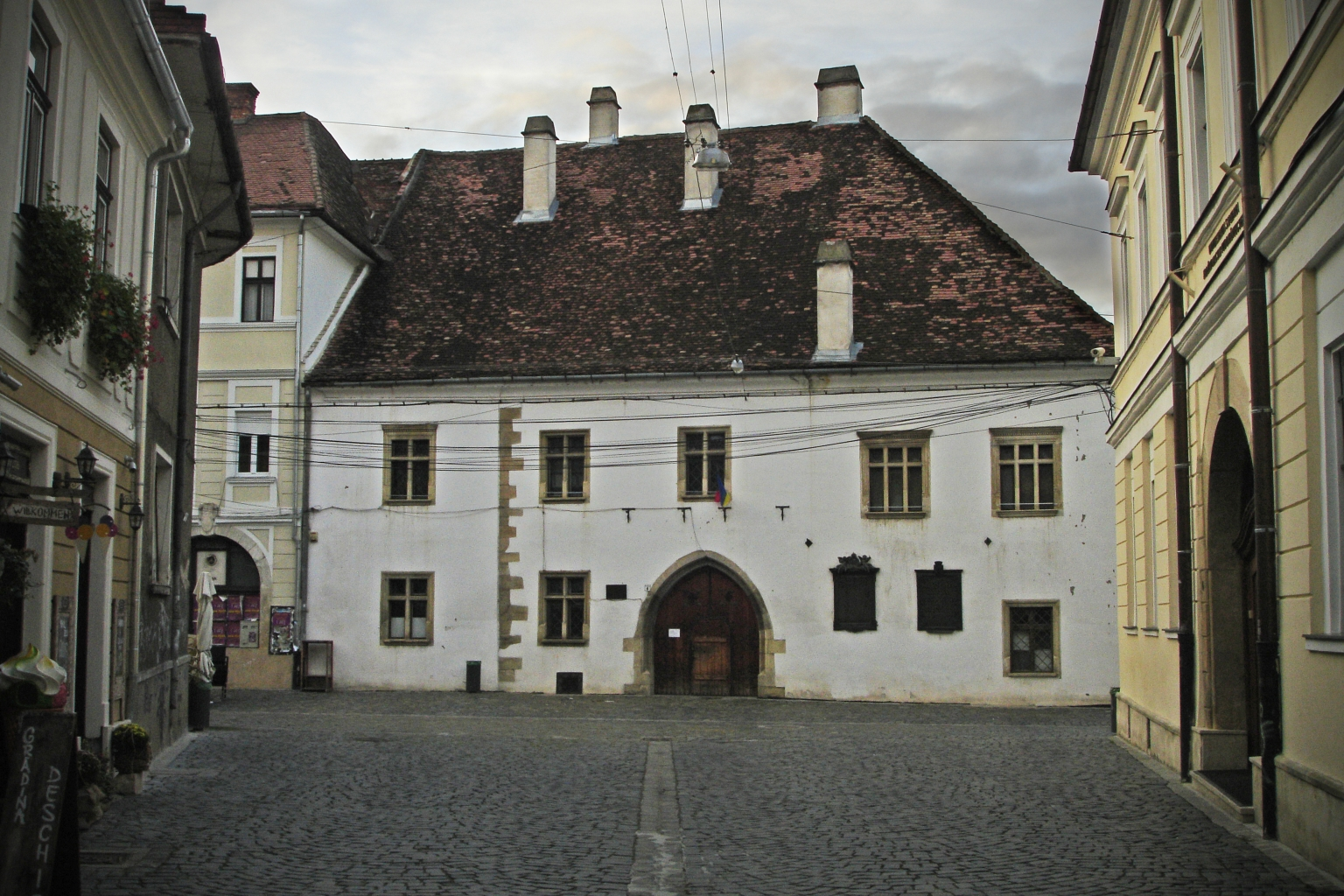
Lugar de nacimiento de Matías (en rumano: Casa Matei, en húngaro: Mátyás király szülőháza) en Kolozsvár (Cluj-Napoca, Rumania).

Matías nació en Kolozsvár (ahora Cluj-Napoca, Rumania) el 23 de febrero de 1443. Fue el segundo hijo varón de Juan Hunyadi y su esposa, Isabel Szilágyi. Proveniente de una familia noble de raíces valacas o rumanas y que posteriormente ingresó en la nobleza húngara, Juan fue un importante jefe militar y político del Reino de Hungría, que pasó la mayor parte de su vida lejos de las propiedades familiares. Debido a la ausencia de su padre, Isabel se encargó de la educación de Matías. Muchos de los eruditos más conocidos de Europa Central —Gregorio de Sanok y Juan Vitéz, entre otros— frecuentaban la corte de Juan cuando Matías era niño. Gregorio de Sanok —antiguo tutor del rey Vladislao III de Polonia— fue el único maestro de Matías que se conoce. Bajo las influencias de estos hombres, Matías se hizo un entusiasta partidario del humanismo renacentista.
En su niñez aprendió varios idiomas y leyó literatura clásica, especialmente tratados militares. Según Bonfini, Matías «estaba versado en todas las lenguas de Europa», excepto el turco y el griego. Aunque esto era una exageración, se sabe que Matías hablaba húngaro, latín, italiano, polaco, checo y alemán. Krzysztof Warszewicki, historiador polaco de finales del siglo XVI, mencionó que Matías pudo entender palabras rumanas de los enviados del príncipe de Moldavia, Esteban III, a quienes les dijo que no necesitaría intérprete para responderles. El historiador rumano Nicolae Iorga consideró que esta reacción de Matías pudo haber sido «una manera de demostrar que entendía el lenguaje de sus antepasados, tan similar al latín».
En un tratado entre Juan Hunyadi y Đorđe Branković —déspota de Serbia— se acordó que Matías y la nieta del déspota, Isabel de Celje quedaran comprometidos desde el 7 de agosto de 1451. Isabel era hija del conde de Celje, Ulrico II, que estaba emparentado con el rey Ladislao V de Hungría, y adversario del padre de Matías. Debido a los nuevos conflictos entre Hunyadi y Ulrico de Celje, el matrimonio de Matías e Isabel se retrasó hasta 1455. Isabel se estableció en las propiedades de los Hunyadi, pero Matías fue enviado después a la corte real, lo que indica que el matrimonio era en realidad un intercambio oculto de rehenes entre las familias. Isabel murió antes de finalizar 1455.
Juan Hunyadi falleció el 11 de agosto de 1456, menos de tres semanas después de su exitoso asedio contra los otomanos en Belgrado. El hijo mayor de Juan y hermano de Matías, Ladislao, se convirtió en el jefe de la familia. El conflicto entre Ladislao y Ulrico II terminó con la captura y el asesinato de este último el 9 de noviembre. Bajo coacción, el rey prometió que nunca se vengaría de los Hunyadi por la muerte de Ulrico II. Sin embargo, el homicidio hizo que la mayoría de los barones —incluso el nádor Ladislao Garai, el juez supremo Ladislaus Pálóci y Nicolás Újlaki, voivoda de Transilvania— se alzaran contra Ladislao Hunyadi. Aprovechando el resentimiento nobiliario, el rey ordenó la reclusión de los hermanos Hunyadi en Buda el 14 de marzo de 1457. El consejo real los condenó a muerte por alta traición y Ladislao Hunyadi fue decapitado el 16 de marzo.
Matías permaneció en cautiverio en una pequeña casa en Buda. Su madre y su tío Miguel Szilágyi protagonizaron una rebelión contra el rey y ocuparon grandes territorios en las regiones al este del río Tisza. El rey Ladislao V huyó a Viena a mediados de 1457 y luego a Praga en septiembre, llevándose consigo a Matías. La guerra civil entre los rebeldes y los barones leales al monarca continuó hasta la muerte repentina del joven rey el 23 de noviembre de 1457. El regente husita de Bohemia, Jorge de Podiebrad, mantuvo cautivo a Matías en Praga.

### Ascenso al trono (1457-1458)
Ladislao V falleció sin hijos en 1457, a los 17 años. Su hermana mayor Ana y su esposo, Guillermo III, landgrave de Turingia, reclamaron su herencia, pero no recibieron apoyo de los estamentos. En enero de 1458, se convocó a la Dieta de Hungría en Pest para elegir un nuevo rey. El legado apostólico del papa Calixto III, el cardenal Juan de Carvajal —quien había sido admirador de Juan Hunyadi— hizo campaña abiertamente a favor de Matías.
La elección de este era la única manera de evitar prolongar la guerra civil. Ladislao Garai fue el primer barón en avenirse a aceptar a Matías. En una reunión con la madre y el tío del aspirante, prometió que él y sus aliados apoyarían la elección y Miguel Szilágyi aseguró que su sobrino nunca buscaría venganza por el ajusticiamiento de Ladislao Hunyadi. También acordaron que Matías se casaría con la hija del nádor, Ana, la prometida de su hermano ejecutado, aunque esto nunca se cumplió.
Miguel Szilágyi llegó a la Dieta al frente de quince mil soldados con los que amedrentó a los barones que se reunían en Buda. Intimidados por Szilágyi, el 24 de enero los nobles acudieron al congelado río Danubio y proclamaron unánimemente rey a Matías (de 14 años). Al mismo tiempo, la Dieta nombró regente a su tío.

## Reinado

### Primeros años de gobierno y consolidación (1458-1464)

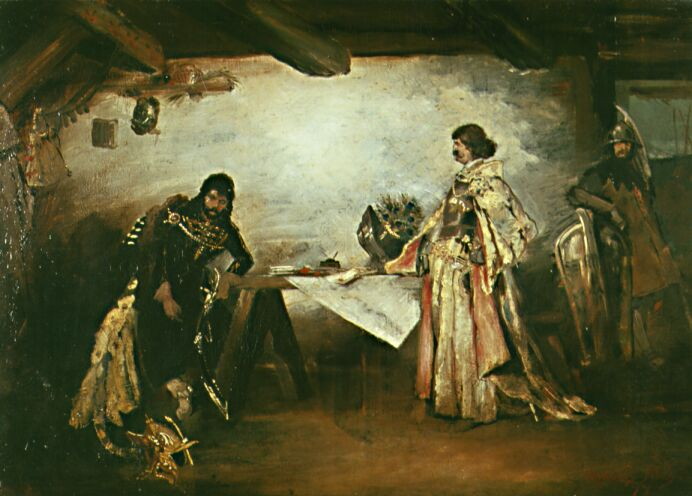
Jorge de Podiebrad y Matías Corvino (Mikoláš Aleš, 1907).

Matías fue el primer miembro de la nobleza que ascendió al trono de Hungría. Miguel Szilágyi envió a Juan Vitéz a Praga para discutir los términos de la liberación de Matías con Jorge de Podiebrad. Este último acordó liberarlo a cambio de un rescate de sesenta mil florines de oro y de que desposase a su hija Catalina. Matías fue entregado a los delegados húngaros en Strážnice el 9 de febrero. Con la mediación de Podiebrad, se reconcilió con Jan Jiskra de Brandý, el jefe de los mercenarios checos que por entonces ocupaban la mayor parte de la Alta Hungría.
Hizo su entrada oficial en Buda cinco días más tarde. Se sentó en el trono durante una ceremonia en la iglesia de Nuestra Señora, pero no fue coronado porque la corona de san Esteban estaba en posesión de Federico III, emperador del Sacro Imperio Romano Germánico, por casi dos décadas. Desde el principio, el monarca de catorce años administró independientemente los asuntos estatales, aunque confirmó el cargo de regente a su tío. Por ejemplo, el 3 de marzo Matías ordenó a los ciudadanos de Nagyszeben (Sibiu) dejar a un lado sus diferencias con Vlad III «el Empalador», príncipe de Valaquia.
Jiskra fue el primer barón que se rebeló contra Matías. Ofreció el trono a Casimiro IV de Polonia —esposo de Isabel, hermana menor del rey Ladislao V— a finales de marzo, pero el sejm general (el Parlamento bicameral de Polonia y Lituania) rechazó su oferta. El jefe militar de Matías, Sebastián Rozgonyi, venció a los soldados de Jiskra en Sárospatak, pero la invasión de los otomanos de Serbia en abril obligó al rey a negociar un armisticio con los checos. Se les permitió conservar el castillo de Sáros (Šariš, Eslovaquia) y otras plazas fuertes en la Alta Hungría. Matías envió a dos prelados —Augusto Salánki, obispo de Győr, y Vicente Szilasi, el de Vác— a Praga con la misión de coronar rey a Jorge de Podiebrad, para lo que el «hereje» Podiebrad tuvo que jurar lealtad a la Santa Sede.
La primera dieta del reinado de Matías se reunió en Pest en mayo de 1458. Los estamentos aprobaron casi cincuenta decretos que fueron ratificados por el monarca —en vez de por el regente— el 8 de junio. Un decreto prescribió que el rey «debe convocar y celebrar, y ordenar que se haga, una dieta de todos los caballeros del reino en persona» cada año, coincidiendo con la fiesta de Pentecostés. Matías presidió más de veinticinco dietas durante su reinado y convocó a los estamentos con más frecuencia que sus predecesores, especialmente entre 1458 y 1476. Las sesiones las dominaban los barones, a los que Matías nombraba y destituía a voluntad. Por ejemplo, despidió al nádor Ladislao Garai y persuadió a Miguel Szilágyi para dimitir de la regencia cuando ambos se coligaron en el verano de 1458. El rey nombró a Miguel Ország nuevo nádor, que había sido un estrecho colaborador de su padre. La mayoría de los barones nombrados por el monarca eran de rancio abolengo, pero Matías también promovió las carreras políticas de otros miembros de la nobleza menor o, incluso, de plebeyos con talento. Por ejemplo, los nobles de la familia Zápolya —Emerico y Esteban— debían su ascenso al favor del soberano.

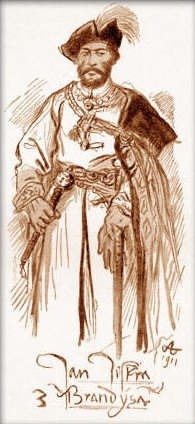
Jan Jiskra de Brandýs (Mikoláš Aleš, 1911).

Los ingresos ordinarios del monarca ascendían a unos 250 000 florines de oro al año al comienzo del reinado. Un decreto aprobado en la dieta de 1458 prohibía explícitamente la imposición de gravámenes extraordinarios. Sin embargo, un nuevo tributo de un florín de oro por cada porta o familia campesina se cobró a finales de ese mismo año. Los otomanos ocuparon la fortaleza de Golubac en Serbia (agosto de 1458) y Matías ordenó la movilización de los caballeros nobles. Hizo una incursión en territorio otomano y batió a las fuerzas enemigas en varias escaramuzas. El rey Esteban Tomás de Bosnia aceptó someterse al vasallaje del monarca húngaro. Matías autorizó entonces al hijo de su nuevo vasallo, Esteban Tomašević, a tomar posesión de las tierras serbias que no habían sido ocupadas por los otomanos.
A finales de 1458 y principios de 1459, Matías convocó una dieta en Szeged para prepararse para una guerra contra el Imperio otomano. Sin embargo, los rumores de una conspiración le obligaron a regresar a Buda. Se demostró que las informaciones eran ciertas, porque al menos treinta barones —incluyendo a Ladislao Garai, Nicolás Újlaki y Ladislao Kanizsai— se reunieron en Németújvár (Güssing, Austria) y ofrecieron el trono al emperador Federico III el 17 de febrero de 1459. Aunque las tropas conjuntas del emperador y los señores rebeldes derrotaron a una tropa real en Körmend el 27 de marzo, Garai había muerto días antes y Újlaki se vio forzado a negociar con los representantes de Matías. Las escaramuzas a lo largo de las fronteras occidentales duraron varios meses e impidieron que Matías socorriese a Tomašević, acosado por los otomanos. Estos tomaron Smederevo el 29 de junio y completaron así la conquista de Serbia.
El 10 de marzo de 1461, Jiskra juró lealtad a Federico III, mientras el papa Pío II se ofreció para terciar entre el emperador alemán y Matías para que firmasen la paz. Jorge de Podiebrad también ofreció su mediación. Los representantes del emperador y Matías firmaron una tregua en Olomouc en abril de 1460. El papa después prometió apoyo financiero para una campaña antiotomana. Sin embargo, Jan Jiskra regresó de Polonia, lo que hizo resurgir los conflictos armados con los mercenarios checos a principios de 1460. Matías tomó un fuerte recién erigido de los checos, pero no pudo forzarlos a obedecerlo. Los costos de su campaña de cinco meses de duración en la Alta Hungría fueron financiados por un impuesto extraordinario. Hungría se coligó con Alberto VI, archiduque de Austria y hermano rebelde del emperador alemán. Jorge de Podiebrad se alineó con el bando del emperador, aunque el matrimonio de su hija Catalina con Matías se celebró sin impedimentos el 1 de mayo de 1461. Las relaciones con su suegro se deterioraron debido a la presencia de los mercenarios checos en la Alta Hungría. Matías emprendió una nueva campaña contra ellos después de que la dieta le autorizase a recaudar un impuesto extraordinario a mediados de 1461. No obstante, no pudo vencer a Jiskra, quien incluso se adueñó de Késmárk (Kežmarok).
Los emisarios de Matías y el emperador Federico III acordaron un tratado de paz el 3 de abril de 1462. Según el acuerdo, el emperador devolvería la Santa Corona húngara a cambio de ochenta mil florines de oro, pero Matías hubo de compartir su derecho al título de rey de Hungría con Federico. Además, el emperador adoptó a Matías o lo que le permitía suceder a su «hijo» adoptivo si Matías moría sin heredero legítimo. Un mes después, Jiskra claudicó ante el rey húngaro y entregó las plazas fuertes que tenía en la Alta Hungría a los representantes del monarca; como compensación, recibió un gran señorío cerca del Tisza y veinticinco mil florines de oro. Para pagar el dinero estipulado en sus tratados con el emperador y Jiskra, Matías recaudó un gravamen extraordinario con el consentimiento del consejo real. La Dieta —que se reunió a mediados de 1462— confirmó esta decisión, pero solo después de que nueve prelados y diecinueve barones se comprometieran a no aprobar nuevos tributos extraordinarios a partir de entonces. Mediante la contratación de mercenarios de las compañías de Jiskra, el rey comenzó a organizar un ejército profesional, que se conoció como el «Ejército Negro» en las décadas siguientes.

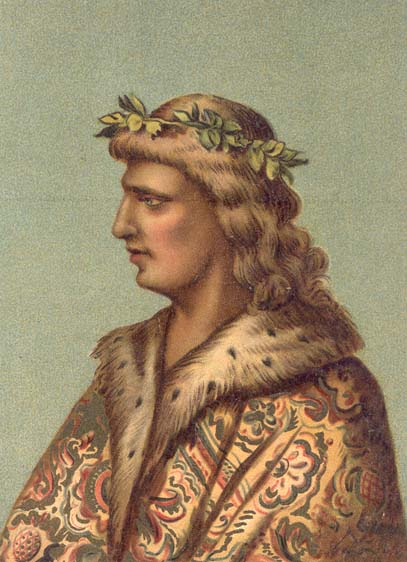
El joven rey Matías en una miniatura contemporánea (c. 1526) de la colección Corviniana del Museo Británico.

El sultán Mehmed II invadió Valaquia a principios de 1462. No conquistó ese país, pero los boyardos valacos destronaron al antiotomano Vlad III y lo sustituyeron por el pretendiente preferido del sultán, Radu III. El nuevo príncipe estaba dispuesto a otorgar concesiones a los comerciantes sajones de Transilvania, que habían pasado por un amargo conflicto con Vlad III. Este último buscó la ayuda de Matías y ambos se reunieron en Brassó (Braşov) en noviembre. Sin embargo, los sajones presentaron a Matías una carta supuestamente escrita por Vlad III al sultán Mehmed, en la cual el príncipe había ofrecido su colaboración a los otomanos. Convencido de la supuesta traición de Vlad III, Matías ordenó su apresamiento.
En medio de los preparativos para una guerra contra los otomanos, Matías convocó una dieta en Tolna en marzo de 1463. Aunque los estamentos le autorizaron a cobrar un impuesto extraordinario de un florín, el rey no intervino cuando Mehmed II invadió Bosnia en junio. En un mes, los otomanos asesinaron al rey Esteban Tomašević y conquistaron el país. Matías adoptó una política exterior ofensiva solo después de que el 19 de julio de 1463 los términos de paz con el emperador Federico III fueron ratificados en Wiener Neustadt. Entonces el rey húngaro penetró con su ejército en Bosnia y se apoderó de Jajce y de otras fortalezas en la zona septentrional del reino vecino. Las regiones conquistadas conformaron una nueva marca fronteriza o banato. Asistido por el duque de San Sava —Esteban Vukčić Kosača—, Matías también conquistó Bosanska Krajina y la concedió al duque, quien se hizo su vasallo.
La reina consorte Catalina murió a principios de 1464 durante los preparativos para la coronación de su marido con la corona de san Esteban, que había sido devuelta por el emperador Federico III. La ceremonia se llevó a cabo en conformidad con la costumbre de Hungría el 29 de marzo de 1464: el arzobispo de Esztergom, Dionisio Szécsi, colocó solemnemente la corona sobre la cabeza de Matías en Székesfehérvár. En la dieta reunida para esta ocasión, el recién coronado rey confirmó las libertades de la nobleza. En adelante, la legalidad del reinado de Matías no podía ser cuestionada fácilmente.

### Primeras reformas y conflictos internos (1464-1467)
Matías despidió a su canciller principal —el arzobispo Szécsi— y le sustituyó con Esteban Várdai —arzobispo de Kalocsa— y Juan Vitéz. Ambos prelados ostentaban el título de jefe y canciller secreto, pero Várdai era la verdadera cabeza de la Real Cancillería. Al mismo tiempo, Matías fusionó los tribunales superiores de justicia —el Tribunal de la Real Presencia Especial y el Tribunal de Presencia Personal— en una corte suprema. El nuevo tribunal disminuyó la autoridad de los tribunales tradicionales presididos por los barones y contribuyó a la profesionalización de la administración de justicia. Nombró al obispo de Csanád —Albert Hangácsi— como primer juez presidente.

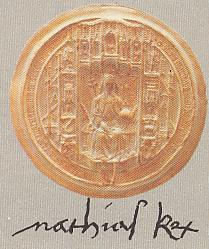
Sello real y firma de Matías.

El sultán Mehmed II regresó a Bosnia y sitió Jajce en julio de 1464. Matías reunió a sus tropas a lo largo del río Száva, lo que obligó al sultán a suspender el asedio el 24 de agosto. Matías y su ejército cruzaron el río y se apoderaron de Srebrenica. Matías también sitió Zvornik, pero la llegada de un gran ejército otomano le incitó a retirarse a Hungría. Al año siguiente, impuso a Esteban Vukčić Kosača —que había entregado la zona costera de Makarska a la República de Venecia— la aceptación de guarniciones húngaras en sus fortalezas ubicadas a lo largo del río Neretva.
Dionisio Szécsi falleció en 1465 y Juan Vitéz fue investido nuevo arzobispo de Esztergom. Matías remplazó a dos voivodas de Transilvania —Nicolás Újlaki y Juan Pongrác de Dengeleg— por los condes Segismundo y Juan Szentgyörgyi y Bertoldo Ellerbach. Aunque Újlaki conservó su cargo de ban de Moesia (Macsó), el rey le obligó a compartir el gobierno de la provincia con Pedro Szokoli.
El rey solicitó a la dieta hacer preparativos para una nueva campaña antiotomana en 1466. Para el mismo propósito, recibió subsidios del papa Pablo II. A esta ayuda proveniente de Roma contribuyó de manera especial una legación encabezada por Jano Panonio, en la que con sus discursos expuso las necesidades de la corona. Sin embargo, Matías se había dado cuenta de que no podía seguir esperando ayuda de las potencias cristianas y decidió renunciar tácitamente a su política exterior antiotomana. No se adentró en territorio otomano ni los otomanos hicieron grandes incursiones en Hungría, lo que implica que firmó un tratado de paz con el enviado de Mehmed II que llegó a Hungría en 1465.
Matías visitó Eslavonia, destituyó a los banes Nicolás Újlaki y Emerico de Zápolya y entregó sus puestos a Jan Vitovec y Juan Tuz en 1466. Al principio del año siguiente, montó una campaña en Hungría septentrional contra una banda de mercenarios checos acaudillados por Ján Švehla que se había apoderado Kosztolány (Veľké Kostoľany, Eslovaquia). Matías los derrotó y ordenó el ahorcamiento a Švehla y sus ciento cincuenta compañeros.
En la dieta del marzo de 1467 se rebautizaron dos impuestos tradicionales: el «lucro de la cámara» se denominó impuesto del tesoro real y el «trigésimo» (del latín tricesima), tributo aduanero de la Corona. Debido a este cambio, las exenciones tributarias anteriores se anularon y aumentaron en consecuencia los ingresos del Estado. Matías se dedicó a centralizar la gestión de los ingresos reales y confió la administración de las aduanas de la Corona a Juan Ernuszt, un comerciante judeoconverso. Durante dos años, Ernuszt era ya responsable de la recaudación de los impuestos ordinarios y extraordinarios y de la gerencia de las minas de sal.
La reforma tributaria desató una revuelta en Transilvania. El 18 de agosto, los representantes de las «Tres Naciones» de la provincia —los nobles, los sajones y los székely— formaron una alianza contra el rey en Kolozsmonostor (hoy distrito de Mănăştur, Cluj-Napoca) y declararon que estaban dispuestos a luchar «por la libertad» de Hungría. Matías reunió a sus tropas inmediatamente y se apresuró a acudir a la provincia. Los rebeldes se rindieron sin combatir, pero, pese a ello, el rey castigó severamente a sus cabecillas: muchos fueron empalados, decapitados o cruelmente torturados por orden del soberano. Sospechando que Esteban III de Moldavia había apoyado la rebelión, el monarca húngaro también invadió ese país. Sin embargo, las fuerzas de Esteban vencieron a las huestes húngaras en la batalla de Moldvabánya (Baia) el 15 de diciembre de 1467. Matías sufrió heridas graves que le obligaron a regresar a Hungría.

### Guerra por las Tierras de la Corona de Bohemia (1468-1479)
El antiguo cuñado de Matías, Víctor de Podiebrad, invadió Austria a principios de 1468. El emperador Federico III hizo un llamado a Matías para que le apoyara e insinuó la posibilidad de que Matías fuese elegido rey de los romanos, primer paso hacia el trono imperial. El 31 de marzo, el rey húngaro declaró la guerra al padre de Víctor —el rey Jorge de Podiebrad— y aseguró que también quería ayudar a los señores católicos checos contra su «monarca herético», a quien el papa había excomulgado. Matías expulsó a las tropas checas de Austria e invadió Moravia y Silesia. Participó activamente en la lucha, pero resultó herido durante el sitio de Třebíč (mayo de 1468) y luego fue capturado en Chrudim mientras espiaba disfrazado el campamento enemigo en febrero de 1469; sus captores, empero, lo liberaron pues los convenció de que era un mozo de cuadra checo.
La dieta de 1468 autorizó al rey a imponer un impuesto extraordinario para financiar una nueva guerra, pero solo después de que ocho prelados y trece señores seculares se comprometieran en nombre del soberano a no exigir tributos similares en el futuro. Matías también ejerció prerrogativas reales para aumentar sus ingresos. Por ejemplo, en un condado ordenó la visita del nádor, cuyo costo debían sufragar sus habitantes, pero pronto redimió al condado de la onerosa carga a cambio del pago de una cantidad.
Los católicos checos dirigidos por Zdeněk de Šternberk se unieron al rey Matías en febrero de 1469. Sus tropas unidas fueron rodeadas en Vilémov por el ejército de Jorge de Podiebrad. Temiendo caer prisionero, Matías decidió entablar negociaciones con su antiguo suegro. Los dos se encontraron en una choza cercana y Matías convenció a Jorge para que firmara un armisticio en el que prometía mediar por la reconciliación entre los husitas moderados y la Santa Sede. Su siguiente reunión tuvo lugar en Olomouc en abril. Allí los legados apostólicos se presentaron con varias exigencias, entre ellas el nombramiento de un arzobispo católico en la sede de Praga, algo que rehusó Jorge de Podiebrad. En Olomouc, el estamento católico checo eligió rey de Bohemia a Matías el 3 de mayo, pero nunca fue coronado. Pronto, Moravia, Silesia y Lusacia reconocieron su autoridad, pero Bohemia permaneció fiel a Jorge. Incluso los estamentos de Bohemia reconocieron el derecho de Vladislao Jagellón, el primogénito de Casimiro IV de Polonia, a suceder al rey Jorge de Podiebrad.

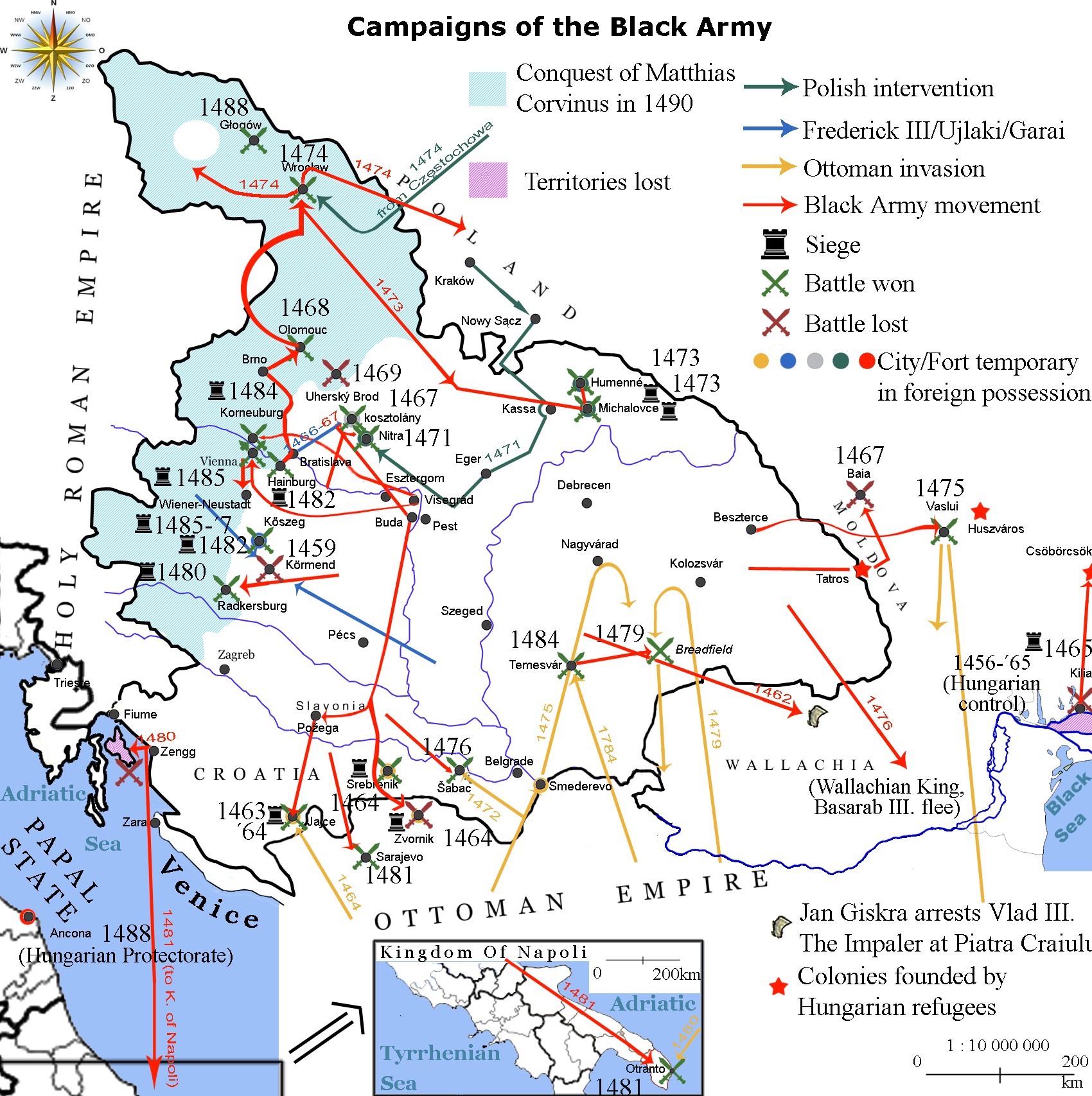
Conquistas de Matías Corvino en Europa Central (1458-1490).

Las relaciones de Matías con Federico III se habían deteriorado ya que el emperador le acusaba de permitir a los otomanos marchar a través de Eslavonia en sus expediciones contra las tierras del emperador. La familia Frangepan (Frankopan), cuyos dominios en Croacia estaban expuestos a incursiones otomanas, entabló negociaciones con el emperador y la República de Venecia. En 1469, Matías envió un ejército a Croacia para impedir que los venecianos se apoderaran de la ciudad costera de Zengg (Senj).
El rey expulsó a las tropas de Jorge en Silesia, pero el ejército de Matías fue rodeado, derrotado en Uherský Brod el 2 de noviembre y forzado a retirarse a Hungría. Pronto, Matías ordenó la recaudación de un impuesto extraordinario sin celebrar una dieta, lo que suscitó el descontento generalizado entre los estamentos húngaros. Visitó al emperador Federico III en Viena el 11 de febrero de 1470 con la esperanza de que contribuyera a costear los gastos de la guerra contra Podiebrad. Aunque las negociaciones duraron un mes, no se concretó el acuerdo. El emperador también se rehusó a comprometerse a promover la elección de Matías como rey de los romanos. Un mes después, Matías salió de Viena sin despedirse de Federico III.
Una vez que comprendió la creciente insatisfacción de los estamentos húngaros, Matías celebró una dieta en noviembre. Esta reunión le autorizó nuevamente a imponer un impuesto extraordinario, pero dispuso que el montante por porta no debía exceder de un florín. Los estamentos también dejaron claro que se oponían a la guerra en Bohemia. Jorge de Podiebrad murió el 22 de marzo de 1471 y, el 27 de mayo, la dieta de Bohemia eligió a Vladislao Jagellón (ya Vladislao II) como sucesor. El legado apostólico Lorenzo Roverella pronto declaró írrita la elección de Vladislao y confirmó a Matías como rey de Bohemia, pero la dieta imperial rechazó las pretensiones del rey húngaro al trono bohemio.
Matías se encontraba en Moravia cuando se le informó de que un grupo de prelados y barones húngaros había ofrecido el trono a Casimiro Jagellón, un hijo menor del rey Casimiro IV de Polonia. La conspiración fue iniciada por el arzobispo Juan Vitéz y su sobrino Janus Pannonius, obispo de Pécs, que rechazaban la guerra contra el católico Vladislao Jagellón. Al comienzo, la mayoría de los estamentos respaldó la confabulación, pero los notables no se atrevieron a rebelarse contra Matías, que pudo regresar a Hungría sin impedimento alguno. El soberano convocó una dieta y prometió abstenerse de cobrar impuestos sin el consentimiento de los estamentos y reunir la dieta anualmente. Sus promesas remediaron la mayoría de las quejas de los estamentos y casi cincuenta barones y prelados le confirmaron su lealtad el 21 de septiembre. El 2 de octubre de 1471, el príncipe Casimiro invadió la zona de Nyitra (Nitra) con el apoyo del obispo Janus Pannonius, pero solo dos barones —Juan Rozgonyi y Nicolás Perényi— se unieron a él. Tras cinco meses, el príncipe Casimiro se retiró de Hungría, el obispo Janus Pannonius murió en su huida y al arzobispo Juan Vitéz se le prohibió abandonar la sede de su diócesis. Matías nombró al silesiano Juan Beckensloer para administrar la arquidiócesis de Esztergom. Vitéz murió y Beckensloer le sucedió al año siguiente.
Mientras tanto, los otomanos se apoderaron de las fortalezas húngaras a lo largo del río Neratva. Matías invistió al barón Nicolás Újlaki rey de Bosnia en 1471 y le confió la defensa de la provincia. El caudillo de los turcomanos de la confederación de la Oveja Blanca, Uzún Hasán, propuso a Matías una alianza contra los otomanos, pero luego se abstuvo de atacar atacarlos. Matías apoyó a los nobles austríacos que se rebelaron contra el emperador Federico III en 1472. Al año siguiente, Casimiro IV y Vladislao entraron en negociaciones para un acuerdo de paz con Hungría, pero las discusiones duraron meses. Matías trató de unificar el gobierno de Silesia —región compuesta de docenas de ducados más pequeños— mediante el nombramiento de un capitán general. Sin embargo, los estamentos rechazaron al candidato del rey, el duque Federico I de Legnica.

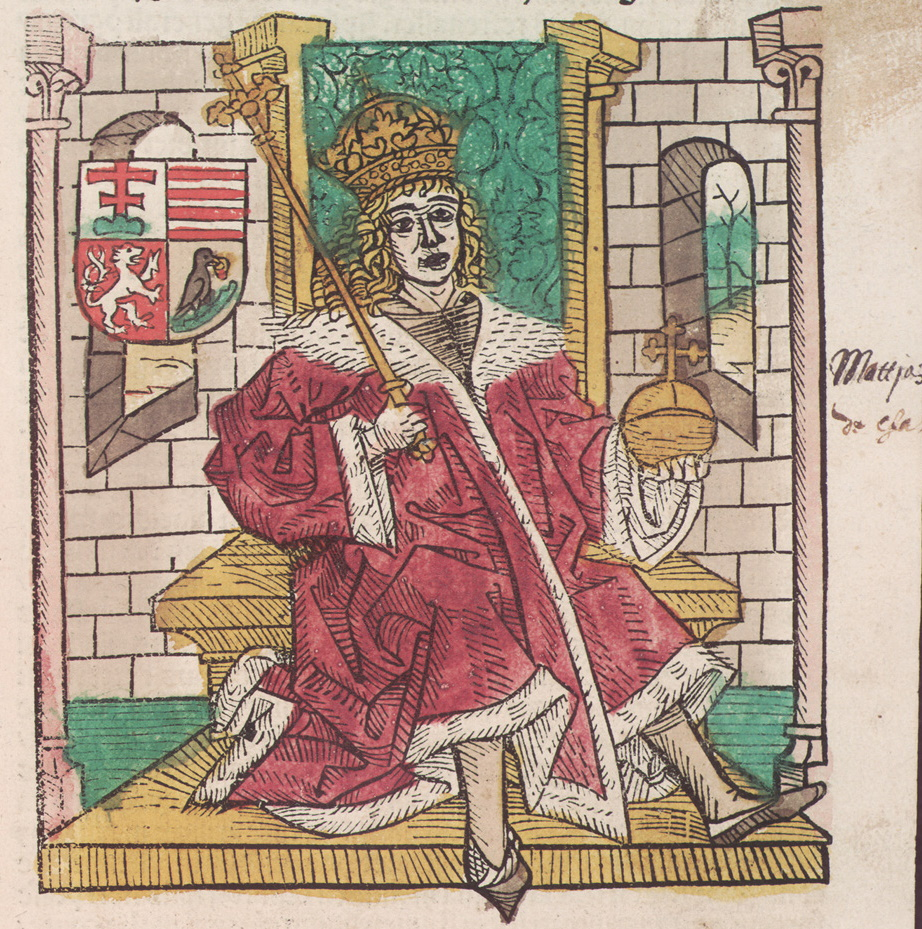
Ilustración de Matías Corvino en Chronica Hungarorum (Johannes de Thurocz, c.).

Ali Bey Mihaloğlu —sanjaco de Smederevo— saqueó las tierras orientales de Hungría, arrasó Várad y se llevó consigo dieciséis mil cautivos en enero de 1474. Al mes siguiente, los enviados de Matías y Casimiro IV firmaron un tratado de paz y se declaró una tregua de tres años entre el rey húngaro y Vladislao Jagellón. Sin embargo, un mes después, Vladislao se coaligó con el emperador Federico y Casimiro IV se unió a ellos. Casimiro IV y Vladislao invadieron Silesia y cercaron a Matías en Breslavia (Wrocław, Polonia) en octubre. El rey impidió que los sitiadores acumularan provisiones y, en consecuencia, los forzó a levantar el asedio. Posteriormente, los estamentos de Silesia aceptaron voluntariamente al nuevo candidato de Matías, Esteban de Zápolya, como capitán general, mientras que, por su parte, los moravos escogieron a Ctibor Tovačovský para el mismo puesto en Moravia. Matías aprobó esta decisión, aunque Tovačovský había sido partidario de Vladislao Jagellón.
Los otomanos invadieron Valaquia y Moldavia a finales de 1474 y Matías envió refuerzos al mando de Blas Magyar a Esteban III. Los ejércitos unidos batieron a los invasores en la batalla de Vászló (Vaslui) el 10 de enero de 1475. Temiendo una nueva invasión otomana, el 15 de agosto el príncipe de Moldavia juró lealtad a Matías. El sultán Mehmed II propuso la paz, pero el rey húngaro rechazó negociar. En su lugar, el 15 de febrero de 1476 penetró en territorio otomano y capturó Šabac, una importante fortaleza en el río Száva. Casi fue capturado durante el asedio cuando observaba el castillo desde una barca.
Por razones desconocidas, a principios de 1476 el arzobispo Juan Beckensloer salió de Hungría y se llevó el tesoro de la sede arzobispal de Esztergom. Huyó a Viena y ofreció sus bienes al emperador. Matías acusó a este de haber malquistado al arzobispo contra él.
Mehmed II lanzó una campaña contra Moldavia en el verano de 1476. Aunque ganó en la batalla de Valea Albă el 26 de julio, la falta de provisiones le obligó a retirarse. Matías envió tropas a Moldavia al mando de Vlad III —a quien había liberado— y Esteban Báthory de Ecsed. Las huestes aliadas derrotaron a un ejército otomano en el río Siret en agosto. Con el apoyo de los húngaros y moldavos, Vlad III recobró el trono de Valaquia, pero murió luego luchando contra su adversario Basarab Laiotă cel Bătrân.
La prometida de Matías —Beatriz de Nápoles— llegó a Hungría a finales de 1476. El 22 de diciembre de ese año, se casó con ella en Buda. La nueva reina pronto estableció una rígida etiqueta, que hizo más difíciles los contactos directos entre el rey y sus súbditos. Según Bonfini, Matías también «mejoró su junta de consejeros y modo de vida, introdujo suntuosos banquetes, despreció la humildad en casa y embelleció los comedores» después de su matrimonio. Según un registro contemporáneo, por entonces los ingresos de Matías ascendían a unos quinientos mil florines, la mitad de los cuales procedía del impuesto del tesoro real y del impuesto extraordinario.
Matías se alió con los caballeros teutónicos y el obispado de Ermland (Warmia) contra Polonia en marzo de 1477. Sin embargo, en lugar de a Polonia, declaró la guerra a Federico III cuando se enteró de que el emperador había confirmado la posición de Vladislao Jagellón como rey de Bohemia y príncipe elector. Invadió la Baja Austria e impuso un bloqueo a Viena. Vladislao Jagellón rechazó socorrer al emperador, lo que obligó a este a reconciliarse con Hungría. Con la mediación del papa Sixto IV, Venecia y Fernando I de Nápoles, Matías firmó un tratado de paz con Federico III, que entró en vigor el 1 de diciembre. El emperador se comprometía a declarar a Matías señor legítimo de Bohemia y a pagarle una indemnización de cien mil florines. Federico y Matías se encontraron en Korneuburg, donde Federico III proclamó rey de Bohemia a Matías y este juró lealtad al emperador.
Las negociaciones entre los representantes de Matías y Vladislao Jagellón avanzaron durante los meses siguientes. El primer borrador del pacto entre los dos soberanos se presentó el 28 de marzo de 1478 y la redacción definitiva estuvo lista a finales de 1478. El tratado autorizó a ambos monarcas a utilizar el título de rey de Bohemia —aunque Vladislao podría omitir el título de Matías en su correspondencia mutua— y las Tierras de la Corona de Bohemia se dividieron entre ellos: Vladislao gobernó en Bohemia (propiamente dicha) y Matías, en Moravia, Silesia y Lusacia. Ambos ratificaron solemnemente el tratado de paz en una reunión que celebraron el 21 de julio en Olomouc.

### Guerra por el control de Austria (1479-1487)

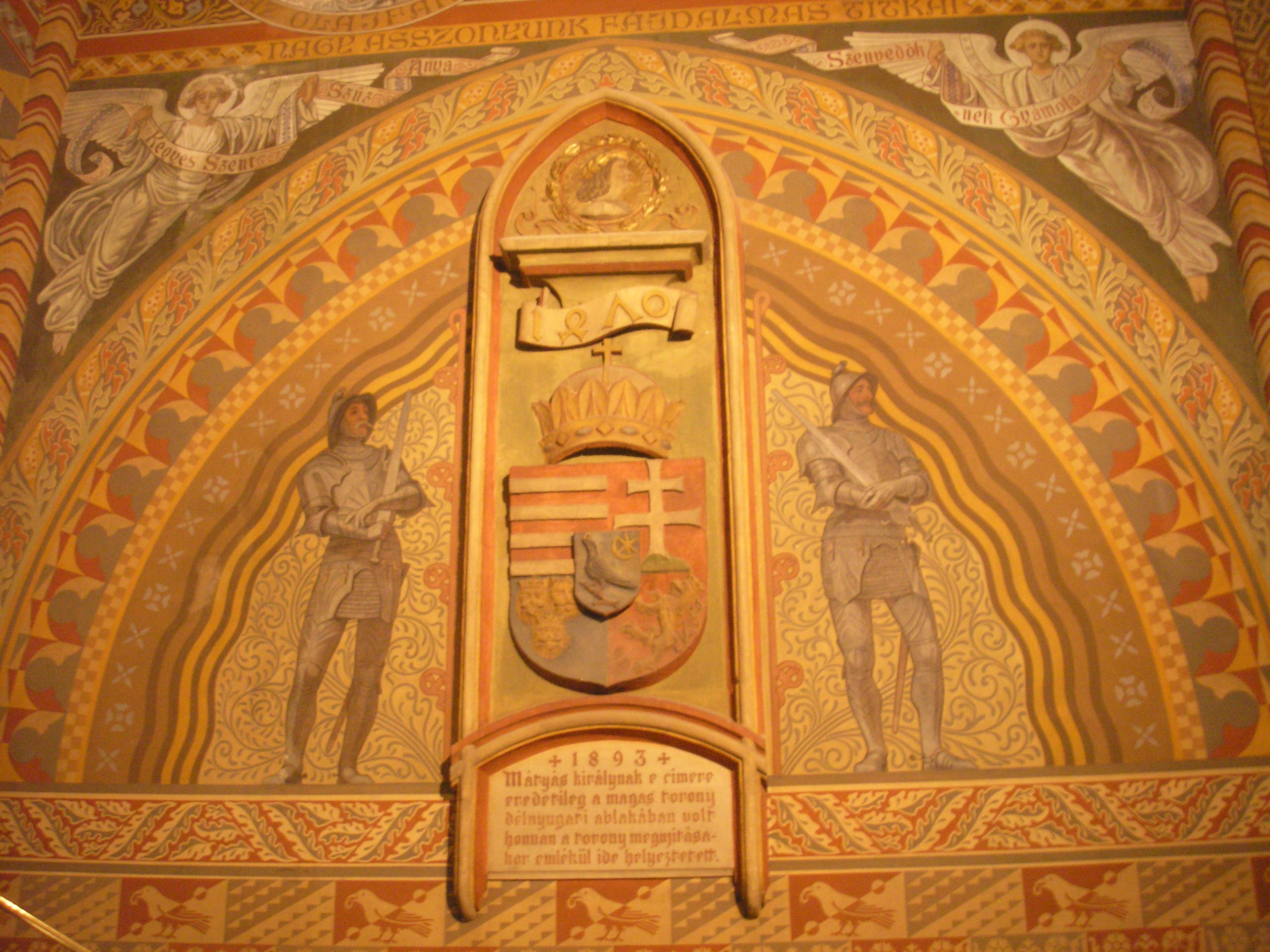
Escudo de armas de Matías Corvino custodiado por la infantería pesada del Ejército Negro en la iglesia de Matías, Budapest. La obra fue restaurada en 1893.

El emperador Federico III solo pagó la mitad de la indemnización acordada en 1477. Matías firmó un tratado con la Confederación Helvética el 26 de marzo de 1479, lo que obstaculizó el reclutamiento de mercenarios suizos por el emperador. También pactó con Bernardo II de Rohr —arzobispo de Salzburgo—, que le permitió tomar posesión de las fortalezas en Carintia, Carniola y Estiria que pertenecían al arzobispado.
Un ejército otomano invadió Transilvania con la colaboración de Basarab Țepeluș cel Tânăr e incendió Szászváros (Orăştie) a finales de 1479. Sin embargo, Esteban Báthory de Ecsed y Pablo Kinizsi aniquilaron a los invasores en la batalla del Campo de Pan (Kenyérmező) el 13 de octubre. Matías encomendó la alcaidía de todos los castillos del Danubio al oeste de Belgrado a Pablo Kinizsi, con el propósito de reforzar la defensa de la frontera sur del reino. Además, envió refuerzos a Esteban III —quien invadió la Valaquia prootomana a principios de 1480— y en noviembre llevó a cabo una incursión en Bosnia en la que alcanzó Sarajevo. Estableció asimismo cinco marcas defensivas (banatos), cuyos centros fijó en las fortalezas de Szörényvár (Drobeta-Turnu Severin), Belgrado, Šabac, Srebrenik y Jajce. Al año siguiente, Matías emprendió un causa criminal contra los Frangepan, los Zrinskis y otros importantes magnates croatas y eslavos por su supuesta participación en la conspiración de 1471. La mayoría de los barones fueron perdonados tan pronto como consintieron la introducción de un nuevo impuesto de las tierras. En 1481, obtuvo de Friedrich Mauerkircher, uno de los dos candidatos al obispado de Passau, las ciudades de Mautern (en Estiria) y Sankt Pölten (en la Baja Austria), a cambio de un préstamo de cien mil florines.
El sultán Mehmed II murió el 3 de mayo de 1481. Una breve guerra civil estalló en el Imperio otomano entre sus hijos Bayezid y Jem. Vencido, Jem huyó a Rodas, donde los caballeros hospitalarios lo apresaron. Matías reclamó la custodia de Jem con el propósito de usarlo para obtener concesiones de Bayezid II, pero Venecia y el papa Inocencio VIII se opusieron firmemente a este plan. Un contingente húngaro marchó al sur de Italia a finales de 1481 para participar en la recuperación de Otranto, que los otomanos le habían arrebatado el año anterior al suegro de Matías, Fernando I de Nápoles.
Aunque el Ejército Negro empezó a sitiar Hainburg an der Donau en enero de 1482, Matías declaró oficialmente una nueva guerra al emperador Federico III tres meses después. Dirigió el asedio en persona desde finales de junio y la ciudad cayó en octubre. En los tres meses siguientes, también expugnó Sankt Veit an der Glan, Enzersdorf an der Fischa y Kőszeg. El legado apostólico Bartolomeo Maraschi trató de mediar entre Matías y el emperador, pero el rey húngaro se negó a firmar la paz. En cambio, pactó una tregua de cinco años con el sultán Bayezid II.
Como no tuvo hijos de su matrimonio con Beatriz de Nápoles porque ella era infértil, el soberano trató de reforzar la posición de su hijo bastardo Juan Corvino. El príncipe recibió el castillo de Sáros y heredó los extensos dominios de su abuela Isabel Szilágyi con el consentimiento de su padre. Matías obligó a Víctor de Podiebrad a renunciar al ducado de Troppau en Silesia en favor de Juan Corvino en 1485. Beatriz se opuso al favoritismo del rey hacia su hijo. Aun así, Matías nombró arzobispo de Esztergom a su sobrino de ocho años, Hipólito de Este. El romano pontífice se rehusó a confirmar la designación del niño durante años. El Ejército Negro rodeó Viena en enero de 1485. El asedio duró cinco meses y terminó el 1 de junio con la entrada triunfal de Matías en Viena a la cabeza de ocho mil soldados veteranos. El rey pronto trasladó la corte real a la ciudad recién conquistada, convocó en ella a los estamentos de la Baja Austria y los obligó a jurarle lealtad.
A propuesta del monarca, la dieta de 1485 aprobó el llamado Decretum maius, un código de leyes sistemático que remplazó muchos decretos contradictorios previos. La nueva ley introdujo reformas sustanciales en la administración de justicia: las visitas judiciales del nádor en los condados y las asambleas extraordinarias en estos fueron suprimidas, lo que fortaleció la posición de los tribunales condales. Matías también decretó que el nádor estaba autorizado a gobernar en calidad de regente en los casos de ausencia o minoridad del monarca.
El 16 de febrero de 1486, el emperador Federico III persuadió a seis de los siete príncipes electores del Sacro Imperio Romano Germánico a proclamar a su hijo Maximiliano rey de romanos. Sin embargo, no invitó al rey de Bohemia —Matías o Vladislao Jagellón— a la asamblea. Matías invitó a una reunión personal a Vladislao en un intento de convencerlo para que protestase contra el acto de Federico. Ambos formaron una alianza en Jihlava en septiembre, pero los estamentos de Bohemia rechazaron confirmarla y Vladislao acabó por reconocer la elección de Maximiliano.
Mientras tanto, Matías continuó su guerra contra el emperador. El Ejército Negro se apoderó de varias ciudades de Baja Austria, incluyendo Laa an der Thaya y Stein en 1485 y 1486, respectivamente. Matías instaló su cancillería para la Baja Austria en 1486, pero nunca introdujo un sello separado para este dominio. Además, asumió el título de duque de Austria en la dieta de los estamentos de la Baja Austria en Ebenfurth en 1487. Nombró capitán general a Esteban de Zápolya, administrador de la arquidiócesis de Viena a Urbano Nagylucsei y confió la defensa de los pueblos y fortalezas ocupados a los capitanes húngaros y bohemios, pero por lo demás continuó empleando a los funcionarios del emperador Federico III que le juraron lealtad. Wiener Neustadt —la última ciudad que se le resistía en la Baja Austria— cayó el 17 de agosto de 1487. El rey húngaro entabló negociaciones con el duque Alberto III de Sajonia-Meissen, quien llegó a la cabeza del ejército imperial para luchar contra él en nombre del emperador Federico III. Los dos firmaron un armisticio de seis meses en Sankt Pölten el 16 de diciembre, que puso fin a la guerra.

### Últimos años (1487-1490)

Europa a finales del reinado de Matías Corvino.

Según el cronista contemporáneo Philippe de Commines, los súbditos de Matías temían a su rey en los últimos años de su vida porque rara vez mostraba misericordia hacia quienes sospechaba que eran culpables de traición. El arzobispo Pedro Váradi fue encarcelado en 1484 y al año siguiente se ordenó la ejecución del canciller de Bohemia, Jaroslav Boskovic. También en 1487 el rey encarceló a Nicolás Bánfi, miembro de una familia de magnates, aunque antes había evitado castigar a la aristocracia más antigua. El encarcelamiento de Bánfi parece haber estado relacionado con su matrimonio con una hija de Juan II de Żagań, duque de Glogovia (Głogów), porque Matías trató de apoderarse de ese ducado para su hijo Juan Corvino. Juan II se coligó con el duque de Münsterberg (Ziębice), Enrique de Podiebrad, y declaró la guerra a Matías el 9 de mayo. El Ejército Negro invadió y ocupó su ducado seis meses después.
Mientras tanto, los habitantes de Ancona, una ciudad portuaria de los Estados Pontificios, izaron el estandarte de Matías con la esperanza de que los protegiera de Venecia. El papa Inocencio VIII protestó ante esto, pero Matías no renunció a la protección de la ciudad y afirmó que el vínculo entre él y esa población nunca perjudicaría los intereses de la Santa Sede. También envió una tropa auxiliar a su suegro, que estaba librando una guerra contra la Santa Sede y Venecia. La tregua de 1482 entre Hungría y el Imperio otomano se prolongó dos años más en 1488. En este nuevo acuerdo, se estipuló que los otomanos se abstendrían de invadir Valaquia y Moldavia. Al año siguiente, Matías concedió dos dominios a Esteban III en Transilvania.
Matías sufría de gota, no podía caminar y se desplazó en litera a partir de marzo de 1489. Desde entonces, la sucesión causó amargos conflictos entre la reina Beatriz y Juan Corvino. Matías pidió a Alfonso —hermano de Beatriz y duque de Calabria— que la persuadiera de no luchar por la Corona y afirmó: «el pueblo húngaro es capaz de matar al último hombre en lugar de someterse al gobierno de una mujer». Propuso retirarse de Austria y confirmar el derecho del emperador Federico III a sucederle para reforzar la posición de su hijo ilegítimo, siempre que Federico estuviera dispuesto a conceder Croacia y Bosnia a Juan Corvino con el título de rey.
El rey participó en la dilatada ceremonia del Domingo de Ramos en Viena en 1490, aunque se había sentido tan enfermo esa mañana que no pudo desayunar. Alrededor del mediodía, probó un higo sin saber que estaba podrido, se puso muy agitado y de repente se sintió débil. Al día siguiente no podía hablar. Falleció en la mañana del 6 de abril después de dos días de agonía. Según el profesor Frigyes Korányi de Tolcsva, Matías murió de una apoplejía; el médico Herwig Egert no excluye la posibilidad de envenenamiento. El funeral se celebró en la catedral de San Esteban de Viena y fue enterrado en la basílica de Székesfehérvár el 24 o 25 de abril de 1490.

## Mecenazgo

### Rey renacentista

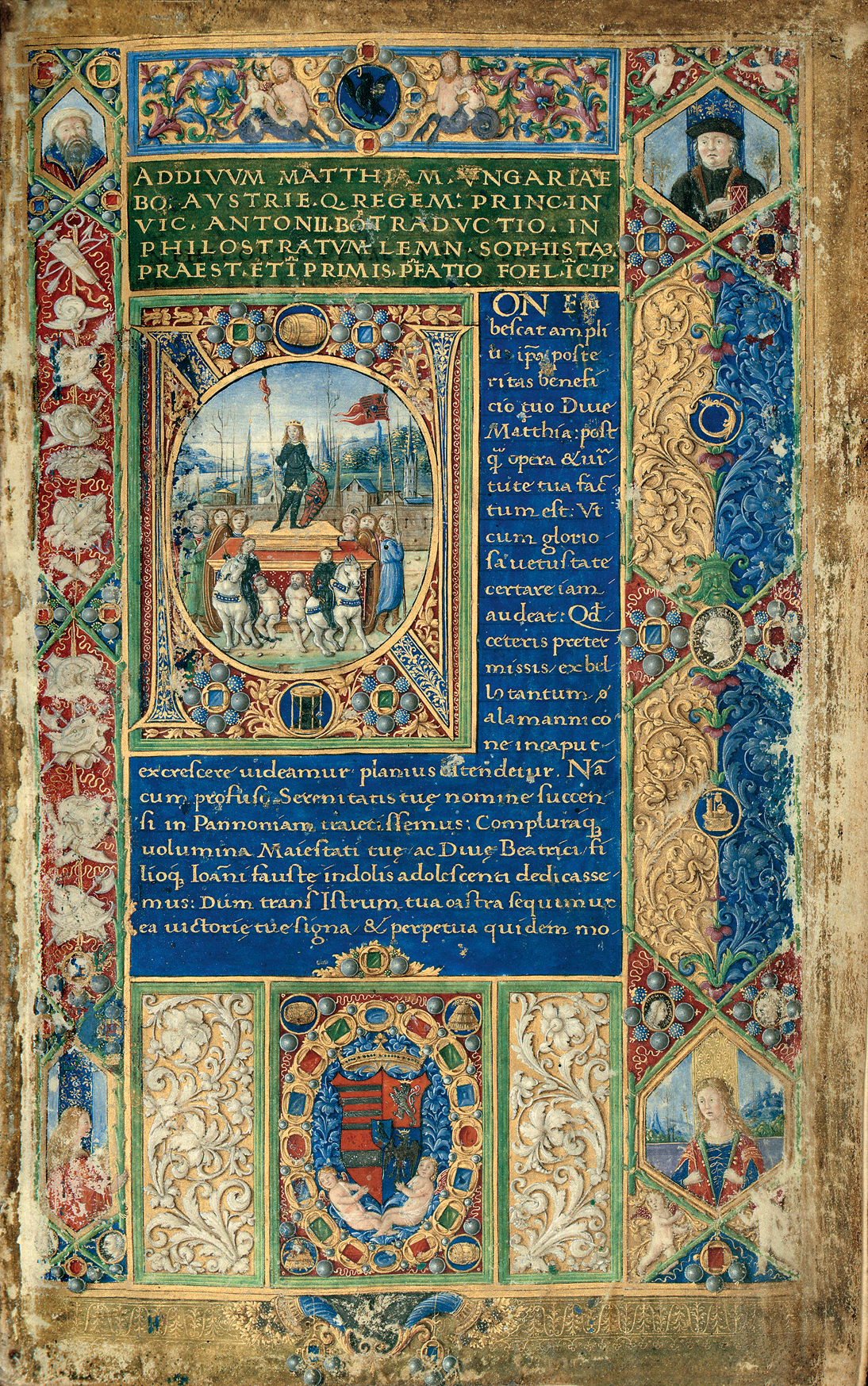
Juan Corvino, hijo ilegítimo de Matías, en su entrada triunfal en Viena (1485).
Codex Philostratus, Bibliotheca Corvinniana

Matías fue el primer monarca no italiano que promovió la difusión del estilo renacentista en su reino. Su matrimonio con Beatriz de Nápoles reforzó la influencia del arte italiano contemporáneo y fomentó la erudición; bajo su reinado Hungría fue también el primer territorio fuera de Italia en abrazar el Renacimiento. La primera aparición de edificios y obras no italianas de estilo renacentista aconteció en Hungría. El sacerdote italiano Marsilio Ficino imbuyó a Matías de las ideas de Platón para que fuese un «monarca filósofo que uniera sabiduría y fuerza» en su persona, lo que fascinó al soberano. El rey húngaro fue el personaje principal de Repúblicas y reinos comparados de Aurelio Lippo Brandolini, un diálogo sobre las diferencias entre las dos formas de gobierno. Según Brandolini, Matías dijo que un monarca «está a la cabeza de la ley y gobierna sobre ella» al resumir sus propios conceptos del Estado.
También apoyó el arte tradicional. Los poemas épicos y las canciones líricas húngaros se entonaban con frecuencia en su corte. Estaba orgulloso de su papel de «defensor del catolicismo romano contra los otomanos y husitas». Celebró debates teológicos —entre otros sobre la doctrina de la Inmaculada Concepción— y superaba tanto al romano pontífice como a su legado apostólico «con respecto a la observancia religiosa», según las notas del mismo legado apostólico. Matías emitió monedas en la década de 1460 con una imagen de la Virgen María y se mostró especialmente devoto en su adoración.
Por encargo del rey, el arzobispo Juan Vitéz y el obispo Janus Pannonius persuadieron al papa Pablo II para que les autorizase a fundar una universidad en Presburgo (Bratislava) el 29 de mayo de 1465. La Academia Istropolitana se clausuró poco después de la muerte del arzobispo. Matías sopesó establecer una nueva universidad en Buda, pero finalmente desechó la idea.

### Proyectos de construcción

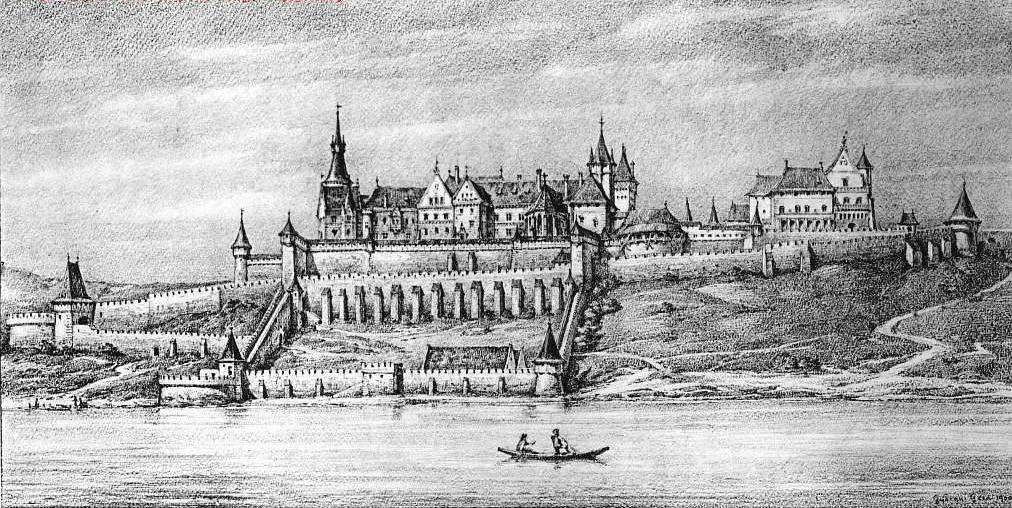
Ilustración del palacio real de Buda (década de 1480).

El rey acometió al menos dos grandes proyectos de construcción. Las obras en Buda y Visegrád comenzaron en 1479. En el castillo real de Buda se incorporaron dos nuevas alas y un jardín colgante, mientras que el palacio de Visegrád fue reconstruido en estilo renacentista. Matías nombró directores de estos proyectos al arquitecto italiano Chimenti Camicia y al escultor dálmata Giovanni Dalmata.
Asimismo, encargó a los principales artistas italianos de la época embellecer sus palacios: por ejemplo, el escultor Benedetto da Maiano y los pintores Filippino Lippi y Andrea Mantegna trabajaron para él. Se conserva una copia del retrato del rey que le pintó Mantegna. Matías también contrató al ingeniero militar italiano Aristóteles Fioravanti para dirigir la reconstrucción de los fuertes a lo largo de la frontera meridional. Al final de su reinado, se terminaron nuevos monasterios en estilo gótico tardío para los franciscanos en Kolozsvár, Szeged y Hunyad y para los paulinos en Fejéregyháza.

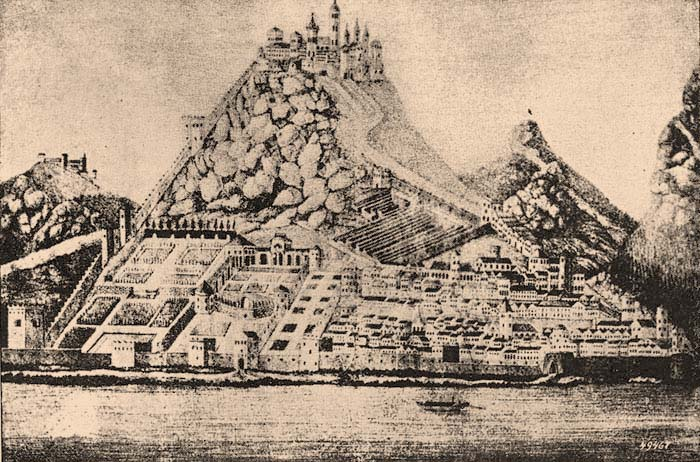
Palacios renacentistas en la residencia de verano de Visegrád (década de 1480).

### Bibliotheca Corvinniana
Matías empezó la colección sistemática de libros después de la llegada desde Ferrara hacia 1465 de su primer bibliotecario, Galeotto Marzio, amigo de Janus Pannonius. El intercambio de cartas entre Taddeo Ugoleto —quien sucedió a Marzio en 1471— y Francesco Bandini contribuyó al desarrollo de la biblioteca real, porque este último informaba regularmente a su amigo sobre nuevos manuscritos. También se empleaban copistas, ilustradores y encuadernadores. Se desconoce el número exacto de libros que contenía la Bibliotheca Corvinniana cuando murió Matías, pero se sabe que era una de las mayores colecciones de Europa.
Los turcos destruyeron gran parte de los códices durante la invasión otomana del siglo XVI. Según Marcus Tanner, los doscientos dieciséis volúmenes sobrevivientes de la biblioteca «muestran que Matías tenía los gustos literarios de un “macho alfa” clásico» y prefería libros seculares en lugar de obras devocionales. Entre estos se cuentan, por ejemplo, una traducción latina de la biografía de Ciro II el Grande de Jenofonte de Atenas, la vida de Alejandro III el Grande de Quinto Curcio Rufo y un tratado militar del contemporáneo Roberto Valturio. Matías disfrutaba de la lectura, como lo demuestra una carta en la que agradecía al erudito italiano Pomponio Leto el envío de la obra de Silio Itálico sobre la segunda guerra púnica.

### Mecenas de los eruditos

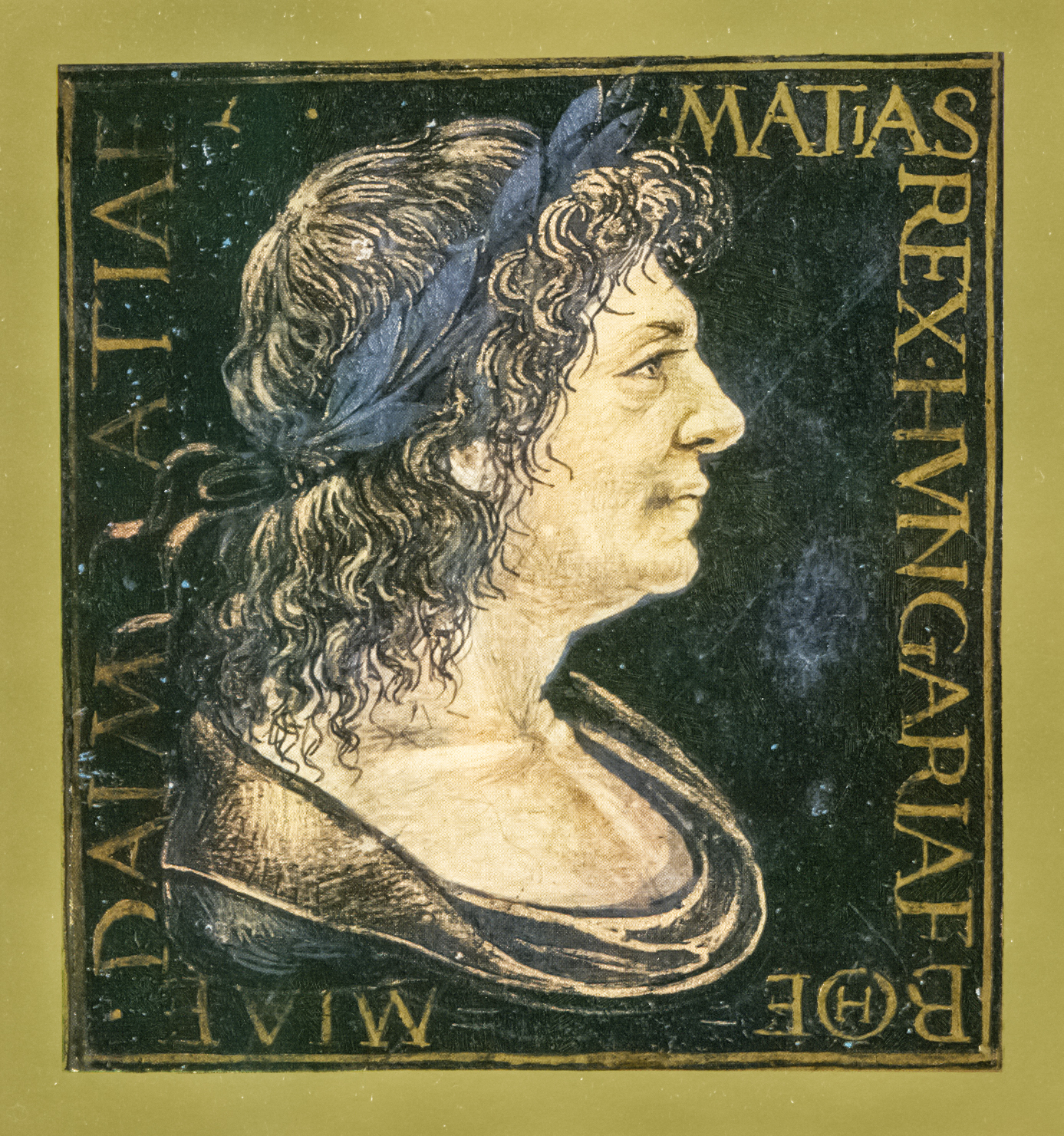
Matías en una miniatura del Corvina Codex (Biblioteca Guarnacci, Volterra).

El rey estuvo rodeado de humanistas y mantuvo animados debates sobre varios temas con ellos. La fama de su magnanimidad animó a muchos eruditos —en su mayoría italianos— a instalarse en Buda. Antonio Bonfini, Pietro Ranzano, Bartolomeo Fonzio y Francesco Bandini pasaron muchos años en la corte de Matías. Este círculo de hombres cultos introdujo las ideas del neoplatonismo en Hungría.
Al igual que los intelectuales de su época, estaba convencido de que los movimientos y combinaciones de estrellas y planetas ejercían influencia en la vida de los individuos y la historia de las naciones. Galeotto Marzio le describió como «rey y astrólogo» y Antonio Bonfini dijo que Matías «nunca hizo algo sin consultar a las estrellas». Ante sus solicitudes, los famosos astrónomos de la época Johannes Müller Regiomontanus y Marcin Bylica establecieron un observatorio en Buda y lo equiparon con astrolabios y orbes celestes. Regiomontanus dedicó al rey un libro sobre la navegación, que fue utilizado por Cristóbal Colón años después. El rey designó a Bylica como su consejero en 1468. Según Scott E. Hendrix, «colocar a un astrólogo reconocido como consejero político proporcionó un mecanismo reductor de ansiedad que levantó la moral de las élites políticas dentro de su reino, al tiempo que consolidaba su sentido del control de cara a las múltiples adversidades a las que se enfrentaban los húngaros» en su reinado.

## Matrimonios y descendencia
Su primera esposa, Isabel de Celje, era niña cuando la desposó en 1455. Murió en septiembre, antes de que la unión se consumara. Su segunda mujer, Catalina Podiebrad, nació en 1449 y murió durante el parto en enero o febrero de 1464. El niño tampoco sobrevivió.
Matías solicitó al emperador Federico III una nueva novia de entre sus parientes. Federico II, elector de Brandeburgo, estaba dispuesto a entregarle a una de sus hijas, pero los estamentos húngaros se opusieron a este plan. En un intento de forjar una alianza con el rey Casimiro IV de Polonia, Matías solicitó la mano de la hija del rey —Eduviges—, pero ella lo rechazó. En 1470, durante una reunión con el emperador Federico III, también se trató el matrimonio entre la hija de cinco años de este, Cunegunda, y el rey húngaro, pero el emperador se mostró reacio a comprometerse con el matrimonio.
La mujer que sería su tercera esposa, Beatriz de Nápoles (Aragón), nació en 1457. Su compromiso fue anunciado en Breslavia el 30 de octubre de 1474, durante el asedio de la ciudad por Casimiro IV y Vladislao Jagellón. La dote ascendía a doscientos mil piezas de oro. Beatriz sobrevivió a su marido y se casó con su sucesor, Vladislao II. El matrimonio se mantuvo en secreto, aunque ella le entregó fondos considerables para financiar sus campañas por Hungría. Volvió luego a Nápoles, donde murió en 1508.
El único niño conocido de Matías, Juan Corvino, nació fuera del matrimonio en 1473. Su madre fue Bárbara Edelpeck, hija de un ciudadano de Stein en Baja Austria y había conocido al rey a principios de 1470. Juan murió el 12 de octubre de 1504, a los 31 años.

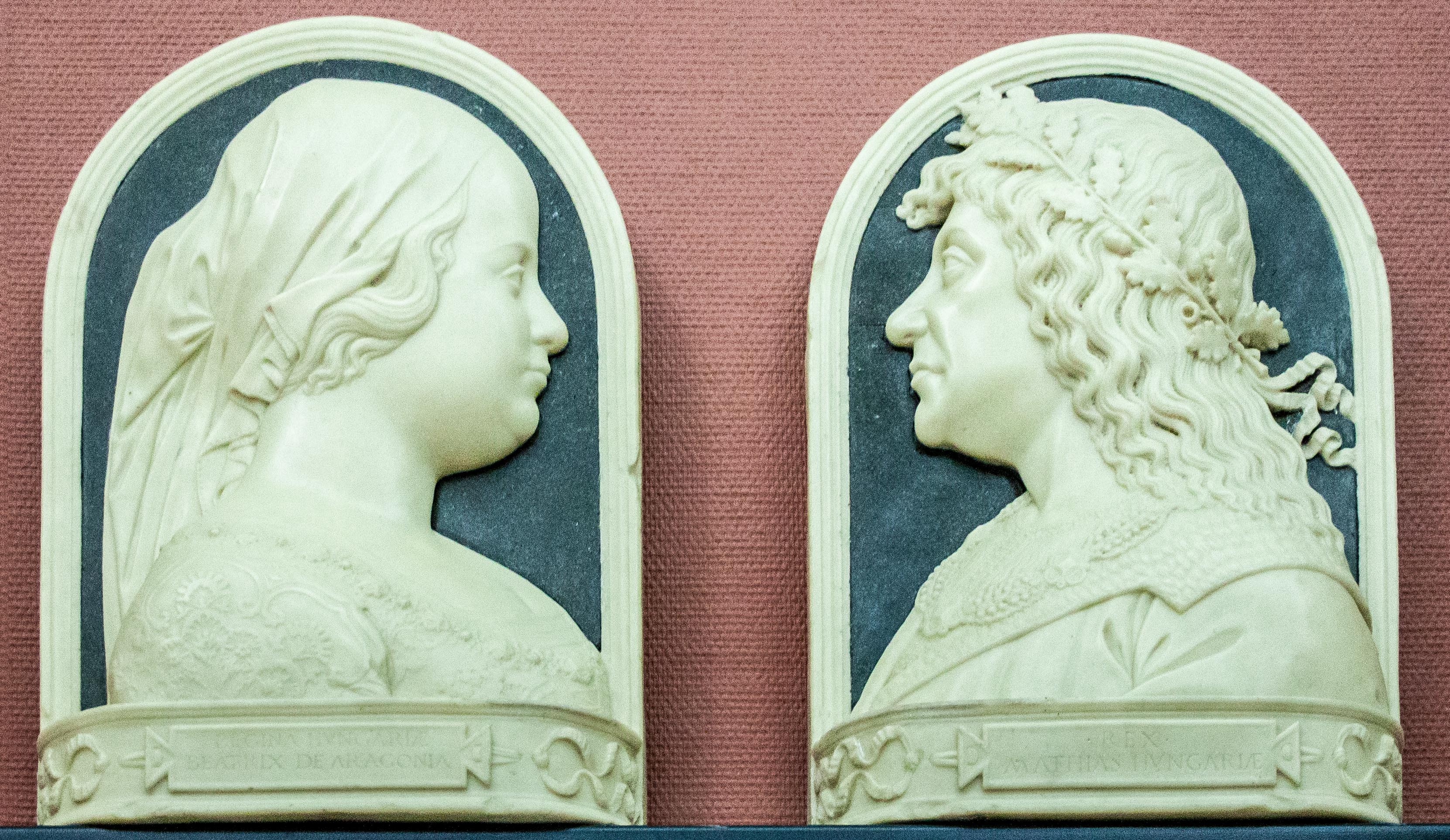
Retratos de Beatriz de Nápoles y Matías Corvino en el Museo Nacional Húngaro.

## Ancestros
| \| \| \| \| \| \| \| \| \| \| \| \| \| \| \| \| \| \| \| \| 16. ¿Costea? \| \| \| \| \| \| \| \| \| \| \| \| \| \| \| \| \| \| \| \| \| \| \| \| \| \| \| \| \| \| \| \| \| \| \| \| \| \| \| \| \| \| \| \| \| \| \| \| \| \| \| \| \| \| 8. Serbe \| \| \| \| \| \| \| \| \| \| \| \| \| \| \| \| \| \| \| \| \| \| \| \| \| \| \| \| \| \| \| \| \| \| \| \| \| \| \| \| \| \| \| \| \| \| \| \| \| \| \| \| \| \| 4. Vajk Hunyadi \| \| \| \| \| \| \| \| \| \| \| \| \| \| \| \| \| \| \| \| \| \| \| \| \| \| \| \| \| \| \| \| \| \| \| \| \| \| \| \| \| \| \| \| \| \| \| \| \| \| \| \| \| \| 2. Juan Hunyadi \| \| \| \| \| \| \| \| \| \| \| \| \| \| \| \| \| \| \| \| \| \| \| \| \| \| \| \| \| \| \| \| \| \| \| \| \| \| \| \| \| \| \| \| \| \| \| \| \| \| \| \| \| \| 1. Matías Corvino (Hunyadi) \| \| \| \| \| \| \| \| \| \| \| \| \| \| \| \| \| \| \| \| \| \| \| \| \| \| \| \| \| \| \| \| \| \| \| \| \| \| \| \| \| \| \| \| \| \| \| \| \| \| \| \| \| \| 24. Rolando Szilágyi \| \| \| \| \| \| \| \| \| \| \| \| \| \| \| \| \| \| \| \| \| \| \| \| \| \| \| \| \| \| \| \| \| \| \| \| \| \| \| \| \| \| \| \| \| \| \| \| \| \| \| \| \| \| 12. Nicolás Szilágyi \| \| \| \| \| \| \| \| \| \| \| \| \| \| \| \| \| \| \| \| \| \| \| \| \| \| \| \| \| \| \| \| \| \| \| \| \| \| \| \| \| \| \| \| \| \| \| \| \| \| \| \| \| \| 6. Ladislao Szilágyi \| \| \| \| \| \| \| \| \| \| \| \| \| \| \| \| \| \| \| \| \| \| \| \| \| \| \| \| \| \| \| \| \| \| \| \| \| \| \| \| \| \| \| \| \| \| \| \| \| \| \| \| \| \| 3. Isabel Szilágyi \| \| \| \| \| \| \| \| \| \| \| \| \| \| \| \| \| \| \| \| \| \| \| \| \| \| \| \| \| \| \| \| \| \| \| \| \| \| \| \| \| \| \| \| \| \| \| \| \| \| \| \| \| \| 28. Miguel Bellyéni \| \| \| \| \| \| \| \| \| \| \| \| \| \| \| \| \| \| \| \| \| \| \| \| \| \| \| \| \| \| \| \| \| \| \| \| \| \| \| \| \| \| \| \| \| \| \| \| \| \| \| \| \| \| 14. Esteban Bellyéni \| \| \| \| \| \| \| \| \| \| \| \| \| \| \| \| \| \| \| \| \| \| \| \| \| \| \| \| \| \| \| \| \| \| \| \| \| \| \| \| \| \| \| \| \| \| \| \| \| \| \| \| \| \| 7. Catalina Bellyéni \| \| \| \| \| \| \| \| \| \| \| \| \| \| \| \| \| \| \| \| \| \| \| \| \| \| \| \| \| \| \| \| \| \| \| \| \| \| \| \| \| \| \| \| \| \| \| \| \| \| \| \| |                             |  |  |  |  |  |  |  |  |  |  |  |  |  |  |  |
| |                             |  |  |  |  |  |  |  |  |  |  |  |  |  |  |  |
| | 16. ¿Costea?                |  |  |  |  |  |  |  |  |  |  |  |  |  |  |  |
| |                             |  |  |  |  |  |  |  |  |  |  |  |  |  |  |  |
| |                             |  |  |  |  |  |  |  |  |  |  |  |  |  |  |  |
| | 8. Serbe                    |  |  |  |  |  |  |  |  |  |  |  |  |  |  |  |
| |                             |  |  |  |  |  |  |  |  |  |  |  |  |  |  |  |
| |                             |  |  |  |  |  |  |  |  |  |  |  |  |  |  |  |
| | 4. Vajk Hunyadi             |  |  |  |  |  |  |  |  |  |  |  |  |  |  |  |
| |                             |  |  |  |  |  |  |  |  |  |  |  |  |  |  |  |
| |                             |  |  |  |  |  |  |  |  |  |  |  |  |  |  |  |
| | 2. Juan Hunyadi             |  |  |  |  |  |  |  |  |  |  |  |  |  |  |  |
| |                             |  |  |  |  |  |  |  |  |  |  |  |  |  |  |  |
| |                             |  |  |  |  |  |  |  |  |  |  |  |  |  |  |  |
| | 1. Matías Corvino (Hunyadi) |  |  |  |  |  |  |  |  |  |  |  |  |  |  |  |
| |                             |  |  |  |  |  |  |  |  |  |  |  |  |  |  |  |
| |                             |  |  |  |  |  |  |  |  |  |  |  |  |  |  |  |
| | 24. Rolando Szilágyi        |  |  |  |  |  |  |  |  |  |  |  |  |  |  |  |
| |                             |  |  |  |  |  |  |  |  |  |  |  |  |  |  |  |
| |                             |  |  |  |  |  |  |  |  |  |  |  |  |  |  |  |
| | 12. Nicolás Szilágyi        |  |  |  |  |  |  |  |  |  |  |  |  |  |  |  |
| |                             |  |  |  |  |  |  |  |  |  |  |  |  |  |  |  |
| |                             |  |  |  |  |  |  |  |  |  |  |  |  |  |  |  |
| | 6. Ladislao Szilágyi        |  |  |  |  |  |  |  |  |  |  |  |  |  |  |  |
| |                             |  |  |  |  |  |  |  |  |  |  |  |  |  |  |  |
| |                             |  |  |  |  |  |  |  |  |  |  |  |  |  |  |  |
| | 3. Isabel Szilágyi          |  |  |  |  |  |  |  |  |  |  |  |  |  |  |  |
| |                             |  |  |  |  |  |  |  |  |  |  |  |  |  |  |  |
| |                             |  |  |  |  |  |  |  |  |  |  |  |  |  |  |  |
| | 28. Miguel Bellyéni         |  |  |  |  |  |  |  |  |  |  |  |  |  |  |  |
| |                             |  |  |  |  |  |  |  |  |  |  |  |  |  |  |  |
| |                             |  |  |  |  |  |  |  |  |  |  |  |  |  |  |  |
| | 14. Esteban Bellyéni        |  |  |  |  |  |  |  |  |  |  |  |  |  |  |  |
| |                             |  |  |  |  |  |  |  |  |  |  |  |  |  |  |  |
| |                             |  |  |  |  |  |  |  |  |  |  |  |  |  |  |  |
| | 7. Catalina Bellyéni        |  |  |  |  |  |  |  |  |  |  |  |  |  |  |  |
| |                             |  |  |  |  |  |  |  |  |  |  |  |  |  |  |  |
| |                             |  |  |  |  |  |  |  |  |  |  |  |  |  |  |  |

## Legado

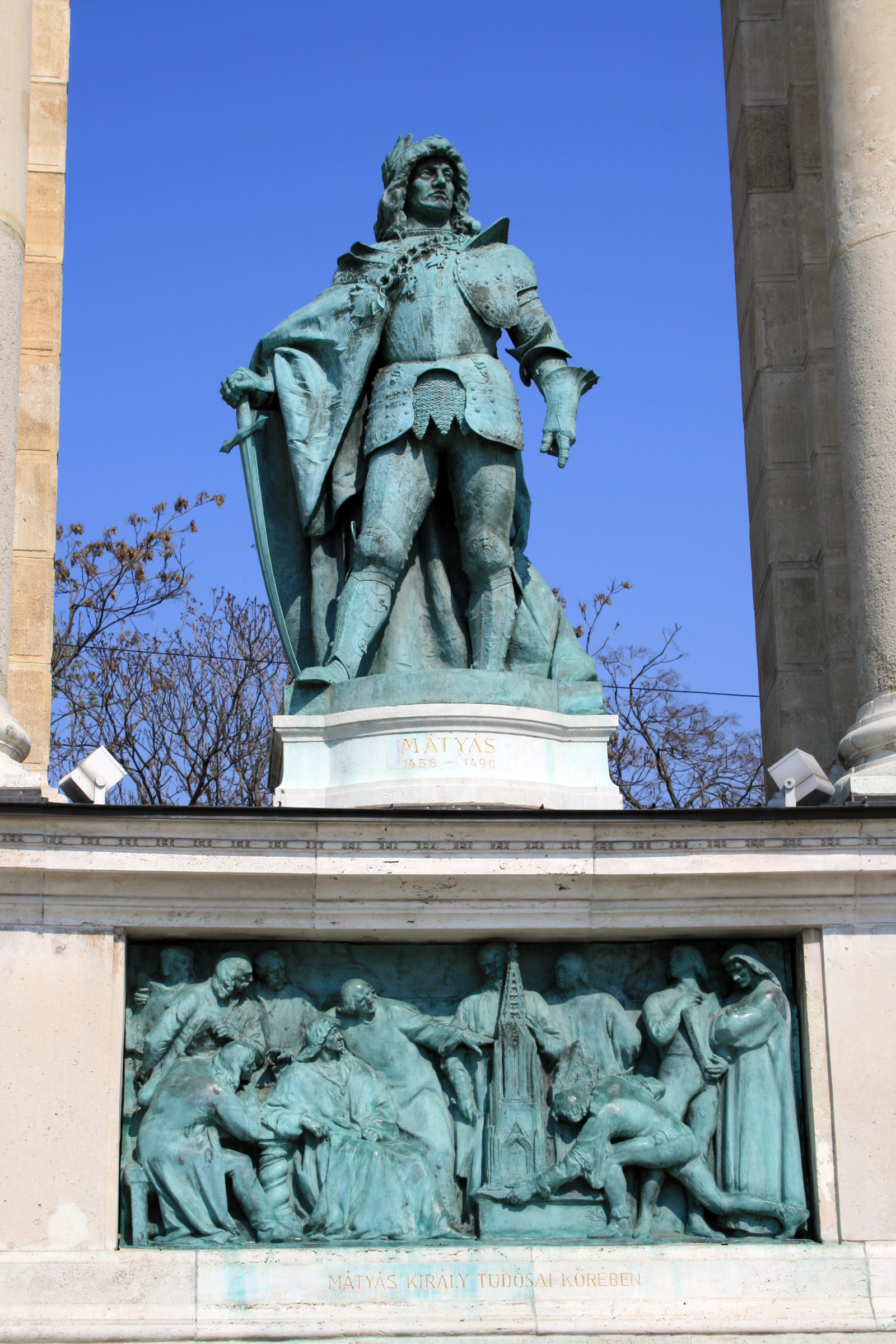
Estatua del rey Matías en el Monumento del Milenio (plaza de los Héroes, Budapest).

Según Marcus Tanner, Matías gobernó «una superpotencia europea» al final de su reinado. No obstante, los territorios conquistados se perdieron pocos meses después de su muerte. Los burgueses de Breslavia asesinaron a su capitán Heinz Dompnig y el emperador Federico III recuperó Viena y Wiener Neustadt se sometió sin resistencia.
Esteban de Zápolya dijo que la muerte del rey «alivió a Hungría de la angustia y opresión de la que había sufrido hasta ahora». La autoridad real disminuyó rápidamente debido a que varios pretendientes —Juan Corvino, Maximiliano I de Habsburgo, Vladislao Jagellón y Juan Alberto, hermano menor del anterior— se disputaban la Corona. Vladislao Jagellón triunfó sobre ellos, porque los barones le consideraban un gobernante débil y ganó el apoyo de la acaudalada viuda de Matías, a quien había prometido casarse con ella. Vladislao fue elegido rey después de que prometió suprimir todas las «innovaciones dañinas» introducidas por Matías, especialmente el impuesto extraordinario. No podía financiar el mantenimiento del Ejército Negro y los mercenarios no remunerados comenzaron a saquear la campiña. Una guardia real dirigida por Pablo Kinizsi los eliminó en el río Száva en 1492.
La carga de las guerras de Matías y la espléndida corte real recayó sobre los campesinos, que pagaban aproximadamente el 85 % de los impuestos. La Crónica de Dubnic —escrita en la Hungría oriental en 1479— dice que «las viudas y los huérfanos maldijeron» al rey por los altos impuestos. Sin embargo, las historias sobre «Matías el Justo», el monarca que recorría su reino disfrazado y hacía justicia a sus súbditos, parece que se extendieron antes de su fallecimiento. El dicho «muerto está Matías, perdida está la justicia» se hizo popular poco después de su deceso, lo que parece indicar que los plebeyos tenían más probabilidades de haber recibido un juicio justo en el reinado de Matías que bajo sus sucesores. La vida de Matías también fue la inspiración de varios cuentos populares en Croacia, Hungría, Serbia y Eslovenia. Por ejemplo, bajo el nombre Kralj Matjaž es uno de los héroes durmientes del folclore esloveno. Junto a su padre Juan Hunyadi, es considerado un héroe nacional en Hungría y las principales urbes del país cuentan con monumentos, calles y edificios en su honor.